# Варум Юрій Гнатович
Юрій Гнатович Варум (8 жовтня 1949, м. Гомель — 5 червня 2014) — український та російський музикант, композитор, співзасновник ВІА «Арніка». Батько співачки Анжеліки Варум.

## Життєпис
Юрій Варум народився 8 жовтня 1949 року у місті Гомелі Білоруської РСР.
Юрій Варум рано одружився, у 19 років у нього народилася донька Марія Варум, на той час він жив у Львові. Коли доньці було 10 років (1979), Юрій розлучився з першою дружиною Галиною.
У 1970-х роках керував українським ВІА «Еврика» був джазовим музикантом та композитором, після об'єднання цього колективу із джазовим ансамблем Ігоря Хоми «Медікус» у середині 1970-х утворився знаменитий український колектив ВІА «Арніка».
Керував групою «Эхо» Валерія Леонтьєва, написав у співавторстві з ним низку пісень.
Пізніше заснував та керував джаз-рок гуртом «Лабіринт», солісткою була Вікторія Врадій, а бас-гітаристом Володимир Бебешко. Працювали у Горьківській філармонії.
Переїхавши до Москви, займався аранжуванням пісень для Алли Пугачової.
Пісні: «Городок», «Осенний джаз», «Художник, что рисует дождь», Кирило Крастошевський виконував як бард у театрі «Сучасник» у виставі «Сучасник розповідає про себе», Юрій написав нову музику і зробив аранжування для пісень, і розраховував, що ці пісні співатиме Алла Пугачова, але Алла їх не взяла, тоді він віддав ці пісні своїй донці.
1990 року став продюсером своєї дочки Марії (Анжеліки) Варум.
У 1991-1998 роках Юрій Варум написав музику майже всім пісням дочки, на вірші поетів Кирила Крастошевського, Германа Вітке, Вадима Шагабутдінова, Юрія Рибчинського.
28 червня 2001 року було створено рекорд-компанія «Varum Records Company», її генеральним директором був Віталій Анатолійович Ларін (1968-2014), а Юрій був засновником.
Після того як його дочка співачка Анжеліка Варум вийшла заміж за співака та композитора Леоніда Агутіна (2000 року), Юрій  Варум переїхав до Маямі зі своєю дружиною Любою, він виховував сина Мишу та онуку Лізу, якою він та його дружина фактично замінили батьків.

## Смерть
6 червня 2014 року стало відомо про смерть Юрія. Він помер у Маямі, Маямі-Дейді, Флориді, США. Перед смертю він тривалий час страждав на цукровий діабет, у 2004 році через гангрену йому ампутували палець на правій нозі. Після смерті батька Анжеліка Варум на якийсь час призупинила концерти та виступи.

## Особисте життя
Перша дружина (1968-1979) театральний режисер Галина Михайлівна Шаповалова (нар. 1 січня 1950), після розлучення дочка Маша жила з нею до вступу до театрального інституту. Дочка співачка Марія Юріївна Варум (нар. 1969), відома як Анжеліка Варум.
Зять співак Леонід Агутін.
Внучка Єлизавета Варум (нар. 9 лютого 1999). З 2003 року жила в Маямі з дідусем, його дружиною та дядьком Мишком. Навчалася там у коледжі. Створила свою рок-групу "Without Gravity" ("Без тяжіння"), з якою виступала на концертах у школах, писала для групи музику, грала на гітарі.
Друга дружина Любов Олексіївна Варум (нар. 22 грудня 1959), зростала у Воронежі, виступала в Ансамблі танцю Сибіру.
Падчерка Марія (дочка другої дружини).
Син — Михайло Варум (нар. 15 серпня 1989) — Композитор.